# Цубијена
Цубијена (итал. Zubiena) је насеље у Италији у округу Бијела, региону Пијемонт.
Према процени из 2011. у насељу је живело 345 становника. Насеље се налази на надморској висини од 497 м.

## Становништво
Према резултатима пописа становништва 2011. у општини је живело 1.251 становника.
| 1931. | 1936. | 1951. | 1961. | 1971. | 1981. | 1991. | 2001. | 2011. |
| ----- | ----- | ----- | ----- | ----- | ----- | ----- | ----- | ----- |
| 1.483 | 1.338 | 1.395 | 1.396 | 1.200 | 1.100 | 1.129 | 1.271 | 1.251 |